# O Inflexível
O Inflexível foi um jornal brasileiro editado em Porto Alegre.
Fundado por Joaquim José de Araújo, foi um jornal monarquista, defensor do Partido Caramuru. Iniciou suas atividades em 1º de dezembro de 1832, circulando até 1834.